# Svjetski skijaški kup 2016.
Svjetski kup u alpskom skijanju 2015./2016.
Sezona Svjetskog skijaškog kupa 2016. godine počela je 24. listopada 2015. u Söldenu, a završila 22. ožujka 2016. u Saint Moritzu (Švicarska).

### Skijaši
| Mjesto | Ime                  | Država    | Bodovi |
| ------ | -------------------- | --------- | ------ |
| 01     | Marcel Hirscher      | Austrija  | 1795   |
| 02     | Henrik Kristoffersen | Norveška  | 1298   |
| 03     | Alexis Pinturault    | Francuska | 1200   |
| 04     | Kjetil Jansrud       | Norveška  | 1161   |
| 05     | Aksel Lund Svindal   | Norveška  | 916    |

| Plasman | Ime                  | Država   | Bodovi |
| ------- | -------------------- | -------- | ------ |
| 1.      | Henrik Kristoffersen | Norveška | 811    |
| 2.      | Marcel Hirscher      | Austrija | 780    |
| 3.      | Felix Neureuther     | Njemačka | 389    |

| Plasman | Ime                | Država   | Bodovi |
| ------- | ------------------ | -------- | ------ |
| 1.      | Peter Fill         | Italija  | 462    |
| 2.      | Aksel Lund Svindal | Norveška | 436    |
| 3.      | Dominik Paris      | Italija  | 432    |

| Plasman | Ime                  | Država    | Bodovi |
| ------- | -------------------- | --------- | ------ |
| 1.      | Marcel Hirscher      | Austrija  | 766    |
| 2.      | Alexis Pinturault    | Francuska | 690    |
| 3.      | Henrik Kristoffersen | Norveška  | 487    |

| Plasman | Ime                     | Država   | Bodovi |
| ------- | ----------------------- | -------- | ------ |
| 1.      | Aleksander Aamodt Kilde | Norveška | 415    |
| 2.      | Kjetil Jansrud          | Norveška | 375    |
| 3.      | Aksel Lund Svindal      | Norveška | 310    |

| Plasman | Ime                      | Država    | Bodovi |
| ------- | ------------------------ | --------- | ------ |
| 1.      | Alexis Pinturault        | Francuska | 220    |
| 2.      | Thomas Mermillod-Blondin | Francuska | 175    |
| 3.      | Kjetil Jansrud           | Norveška  | 165    |

| Mjesto | Ime                 | Država      | Bodovi |
| ------ | ------------------- | ----------- | ------ |
| 01     | Lara Gut            | Švicarska   | 1522   |
| 02     | Lindsey Vonn        | SAD         | 1235   |
| 03     | Viktoria Rebensburg | Njemačka    | 1174   |
| 04     | Tina Weirather      | Lihtenštajn | 1016   |
| 05     | Frida Hansdotter    | Švedska     | 915    |

| Plasman | Ime                     | Država    | Bodovi |
| ------- | ----------------------- | --------- | ------ |
| 1.      | Frida Hansdotter        | Švedska   | 711    |
| 2.      | Veronika Velez-Zuzulová | Slovačka  | 626    |
| 3.      | Wendy Holdener          | Švicarska | 561    |

| Plasman | Ime            | Država    | Bodovi |
| ------- | -------------- | --------- | ------ |
| 1.      | Lindsey Vonn   | SAD       | 580    |
| 2.      | Fabienne Suter | Švicarska | 463    |
| 3.      | Larisa Yurkiw  | Kanada    | 407    |

| Plasman | Ime                 | Država    | Bodovi |
| ------- | ------------------- | --------- | ------ |
| 1.      | Eva-Maria Brem      | Austrija  | 592    |
| 2.      | Viktoria Rebensburg | Njemačka  | 590    |
| 3.      | Lara Gut            | Švicarska | 472    |

| Plasman | Ime            | Država      | Bodovi |
| ------- | -------------- | ----------- | ------ |
| 1.      | Lara Gut       | Švicarska   | 481    |
| 2.      | Tina Weirather | Lihtenštajn | 436    |
| 3.      | Lindsey Vonn   | SAD         | 420    |

| Plasman | Ime                  | Država    | Bodovi |
| ------- | -------------------- | --------- | ------ |
| 1.      | Wendy Holdener       | Švicarska | 198    |
| 2.      | Lara Gut             | Švicarska | 160    |
| 3.      | Michaela Kirchgasser | Austrija  | 153    |

| Mjesto | Ime                 | Država      | Bodovi |
| ------ | ------------------- | ----------- | ------ |
| 01     | Lara Gut            | Švicarska   | 1522   |
| 02     | Lindsey Vonn        | SAD         | 1235   |
| 03     | Viktoria Rebensburg | Njemačka    | 1174   |
| 04     | Tina Weirather      | Lihtenštajn | 1016   |
| 05     | Frida Hansdotter    | Švedska     | 915    |

| Plasman | Ime                     | Država    | Bodovi |
| ------- | ----------------------- | --------- | ------ |
| 1.      | Frida Hansdotter        | Švedska   | 711    |
| 2.      | Veronika Velez-Zuzulová | Slovačka  | 626    |
| 3.      | Wendy Holdener          | Švicarska | 561    |

| Plasman | Ime            | Država    | Bodovi |
| ------- | -------------- | --------- | ------ |
| 1.      | Lindsey Vonn   | SAD       | 580    |
| 2.      | Fabienne Suter | Švicarska | 463    |
| 3.      | Larisa Yurkiw  | Kanada    | 407    |

| Plasman | Ime                 | Država    | Bodovi |
| ------- | ------------------- | --------- | ------ |
| 1.      | Eva-Maria Brem      | Austrija  | 592    |
| 2.      | Viktoria Rebensburg | Njemačka  | 590    |
| 3.      | Lara Gut            | Švicarska | 472    |

| Plasman | Ime            | Država      | Bodovi |
| ------- | -------------- | ----------- | ------ |
| 1.      | Lara Gut       | Švicarska   | 481    |
| 2.      | Tina Weirather | Lihtenštajn | 436    |
| 3.      | Lindsey Vonn   | SAD         | 420    |

| Plasman | Ime                  | Država    | Bodovi |
| ------- | -------------------- | --------- | ------ |
| 1.      | Wendy Holdener       | Švicarska | 198    |
| 2.      | Lara Gut             | Švicarska | 160    |
| 3.      | Michaela Kirchgasser | Austrija  | 153    |